# Polycelis felina
Polycelis felina is een platworm (Platyhelminthes) uit de familie Planariidae. De worm is tweeslachtig. Het is een soort van het zoete water of zeer vochtige omstandigheden.

## Naamgeving
De wetenschappelijke naam van de soort werd, als Planaria felina, voor het eerst geldig gepubliceerd in 1814 door John Graham Dalyell.

### Synoniemen
De volgende namen worden beschouwd als synoniemen voor Polycelis felina
- Planaria cornuta Johnson, 1822[3]
  - Polycelis cornuta (Johnson, 1822)
  - Deze naam komt in sommige lijsten voor als Polycelis cormita Hunt, 1948, een misspelling door O.D. Hunt.[4][2]
- Polycelis catulus Girard, 1893, nomen novum voor Polycelis cornuta Schmidt, 1859[5]

## Ondersoorten
- Polycelis felina felina
- Polycelis felina borellii Vandel, 1921
- Polycelis felina brunnea Borelli, 1893
- Polycelis felina viganensis (Dugès, 1830)